# Baltoro Kangri
Le Baltoro Kangri est une montagne du Pakistan d'une altitude de 7 312 m qui se situe dans les monts Masherbrum, dans la chaîne du Karakoram. Situé au sud du Gasherbrum, il présente cinq cimes dont la plus haute constitue le 82e plus haut sommet du monde.